# Hospital de Alta Complejidad Presidente Juan Domingo Perón
El Hospital de Alta Complejidad "Presidente Juan Domingo Perón", es un hospital público de la ciudad de Formosa (Argentina).

## Historia
El hospital fue inaugurado el 14 de octubre de 2003.
Las especialidades sobre las cuales trabaja son cardiología, diagnóstico por imágenes y terapia intensiva.